# 東風 (ミュージシャン)
東風（こち）は2004年にクラウンレコードよりデビューした沖縄ポップスデュオ。

## メンバー
- ボーカル/ギター：東風平高根 （こちひら たかね）
  - 沖縄県出身
- ボーカル/三線：高橋 康子（たかはし やすこ）
  - ベルギー（アントウェルペン）出身

## 来歴
1998年、東風平が当時ボイストレーナーとして働いていた都内の音楽スクールにレッスン生として高橋が入学してきたのが二人の出会い。その後三線に興味を持った高橋と東風平を含めた数名でバンドを組み、スクール内だけでの活動に終始する。その後次第に沖縄居酒屋でのライブや、自主でのCD制作など活動範囲を広げて行く。
自主制作CDに収めた「春夏秋冬」（デビュー曲のウムイウタ）が認められ、東風平と高橋で東風と名前を改め2004年にクラウンレコードよりメジャーデビューを果たす。
2004年
- 11月 - 1stシングル『想い唄～ウムイウタ～』にて、クラウンレコードよりメジャーデビュー。
- 12月 - 沖縄プロモーションツアー。

2005年
- 年間ライブ本数215本
- 1月 - 『想い唄～ウムイウタ～』TBS系列「噂の!東京マガジン」及び「魔法のレストラン」（関西）のエンディングテーマとしてオンエア開始。福岡・熊本・大阪プロモーションツアー。
- 3月 - 第1回関西ツアー。アースコンシャスアクト・クリーンキャンペーンライブ＠アメリカ村御津公園（三角公園）出演。居酒屋ライブ100本達成（若夏にて記念ライブ）。
- 5月 - はいさいFESTA音楽祭2005@クラブチッタ・オープニングアクト出演。
- 7月 - 第1回沖縄ツアー。新宿伊勢丹沖縄物産展出演。
- 8月 - 第2回関西ツアー。1stミニアルバム『言花～コトバナ～』発売。宮古アララガマフェスタ出演。
- 9月 - 第1回式根黒潮祭出演。
- 10月 - 2005那覇祭り出演。
- 11月 - 第3回関西ツアー。

2006年
- 年間ライブ本数200本
- 1月 - O-West キンモクセイライブ前座出演。
- 2月 - スパリゾートハワイアンズライブ出演。
- 3月 - 第4回関西ツアー。
- 4月 - クラブクワトロ名古屋「Okinawa Festival club style Vol.5」出演。
- 5月 - 沖縄フェスタ@東京サマーランドライブ出演。第5回関西ツアー。
- 7月 - 新宿伊勢丹沖縄物産展出演。
- 9月 - 第2回式根黒潮祭出演。
- 10月 - 居酒屋ライブ400本達成（島唄楽園にて記念ライブ）。
- 11月 - 映画『涙そうそう』の中で『太陽（てぃだ）』が流れる。
- 12月 - 2ndミニアルバム『ぼくらは空を見あげてた。』発売。1st DVD「東風・居酒屋ライブ400本記念」発売。カウントダウンライブ@関内ミリオンデリカート。

2007年
年間ライブ本数190本
- 2月 - 第6回関西ツアー
- 6月 - 横浜開港祭（メインステージ）出演

第７回関西ツアー
- 7月 - 居酒屋ライブ500本達成（こだまにて記念ライブ）。

『あなたに会いたい』琉球放送「ママドルの情報ポケット」エンディングテーマとしてオンエア開始。
- 8月 - 上野水上音楽堂にて初大型ワンマンライブ「Ribbon of the Hearts」開催（1000人）。第8回関西ツアー。
- 9月 - 大阪にて初のワンマンライブ開催。第3回式根黒潮祭出演。ラジオ番組『東風のバンミカセ』スタート（全国CFM48局に配信）。
- 10月 - 第34回日本歌手協会歌謡祭出演。バンミカセツアースタート。第1回バンミカセツアー宮城。3rdミニアルバム『Ribbon of the Hearts』発売。第2回バンミカセツアー福島。
- 11月 - 第1回ファン参加型沖縄ツアー「ごーやー畑で会いましょう」開催。青山・月見ル君想フにて初のライブハウスワンマンライブ開催。2nd DVD 「Ribbon of the Hearts@上野水上音楽堂」発売。
- 12月 - 無針注射システムMother's Kiss プロジェクトのテーマソングとして『Mother's Kiss』起用。第3回バンミカセツアー兵庫。豊岡市民プラザ「あべ静江・林寛子おしゃべりコンサート」サポートミュージシャンとして出演。第9回関西ツアー。パシフィコ横浜MTV Cool Christmas出演。第4回バンミカセツアー静岡。カウントダウンライブ@関内ゆうなんぎぃ。

2008年
- 年間ライブ本数210本
- 4月16日 - 無針注射システムMother's Kiss プロジェクトの親善大使に任命される。同時に、和田アキ子、ラモス瑠偉、中野信治の4組が任命された

5月31日 - MTV Video Music Awards 2008に和田アキ子とラモス瑠偉と出演、自身で作曲した無針注射システムMother's Kiss プロジェクトのテーマソング『Mother's Kiss』を披露。
2009年
- 11月23日 - 東風ライブ〜ファイナル〜　＠月見ル君想フ　をもって「東風」としての活動を休止。

2017年
- 9月3日 - 小笠原諸島父島のサマーフェスティバル『‘OHANA2017』　において一夜限りのデュオ復活、イベント内で4曲を披露

## ディスコグラフィ

### シングル
1. 想い唄　〜ウムイウタ〜（2004年11月25日）

### ミニアルバム
1. 言花（コトバナ）（2005年8月24日）
  1. 東西南北
  2. 花～すべての人の心に花を～
  3. ハイビスカスの花
  4. 島のどこかで
  5. 言花〜かなさんどー〜
  6. WO!KINAWAダンス

### アルバム
1. ぼくらは空を見あげてた（2006年12月23日）
  1. シーサーは空を見上げてた
  2. おばーの唄
  3. 琉空高く、琉海深く
  4. ちばりよ〜
  5. 飛行船に乗せて
  6. 素晴らしき世界
  7. 元気出して'06
  8. おやじのゴーヤー

### DVD
1. 東風沖縄居酒屋400本記念ライブDVD（2006年12月23日）
  1. 琉空高く、琉海深く
  2. 春の風
  3. 想い唄〜ウムイウタ〜
  4. 秘密の歌
  5. 遠い夏
  6. おばーの唄
  7. シーサーは空を見上げてた
  8. ちばりよ〜
  9. 東西南北
  10. 飛行船に乗せて
  11. 東京タワー
  12. 言花〜コトバナ〜
  13. Wo!kinawaダンス

### アルバム (+DVD)
1. 東風ニック（2008年6月18日）
  1. この星の果てまで
  2. あの日の風に吹かれてる
  3. Mother's kiss
  4. ありがとうの歌
  5. ぽろぽろ
  6. One life
  7. 秘密の歌
  8. Mother's kiss～Global version～ (BonusTrack)
  9. Mother's kiss～Global version～ (+DVD)